# Om de știință
Un om de știință este un expert în cel puțin un domeniu al științei care utilizează metoda științifică pentru a cerceta. Conform DEX Online, sunt sinonime cu acest termen: savant, erudit, învățat, cărturar. Totodată, oamenii de știință pot fi oameni ce cunosc  mai multe domenii științifice, putând să aducă mari contribuții omenirii.

## Istorie
Termenul de om de știință a avut conotații diferite de-a lungul istoriei.
- Antichitate
- Ev mediu
- Renaștere
- Iluminism
- Secolul XIX
- Secolul XX